# 前栽
前栽（せんざい）は草木を植えた庭、または植え込みの事を指す。

## 概要
前栽は日本の伝統的な民家に設けられる事が多かったが、現在の家屋には設けられる事は少ない。
家屋の前庭として、縁側に面して設けられ、門から縁側までの前栽の中に飛石、沓脱石を据える事が多い。
旧家（庄屋屋敷など）においては、日本庭園と同じように、前栽内に築山や池を設けている事もある。
江戸時代までは社寺や武家に設けられたが、民家での庭園は本陣宿や、大庄屋に限られ、庭園を造ること自体が贅沢とされた。
明治時代に入ると庭造りも自由になり急速に流行し、一般の民家にも普及していった。
元々（平安期）は植栽本位の寝殿の前庭を指していた。
平安期に書かれた日本最古の造園書『作庭記』は『前栽秘抄（せんざいひしょう）』ともいう。